# Кларк, Рой
Рой Кларк (англ. Roy Clark, 15 апреля 1933 — 15 ноября 2018) — американский кантри-музыкант и певец.
В США он наиболее известен как соведущий телевизионного юмористического шоу в стиле кантри, которое называлось «Hee Haw», а также в качестве приглашённого (временного) ведущего телешоу «The Tonight Show», на котором он часто подменял тогдашнего постоянного ведущего Джонни Карсона.
Рой Кларк был одним из первых исполнителей музыки кантри, выступивших с концертами в СССР. Тогда, в 1976 году, Рой Кларк с группой Oak Ridge Boys проехались с туром по крупнейшим советским городам и, по утверждению журнала «Билборд», «впервые познакомили Россию с кантри-музыкой». В рамках этого турне Кларк дал в Советском Союзе 18 концертов, а в 1988 году его пригласили опять. Второе турне записывалось на видео, и теперь под титулом Friendship Tour («Визит дружбы») его часто показывают на американском телеканале TNN.
Прорваться наверх как музыканту удалось Рою Кларку ещё в 1960 году, когда он подписал контракт с Capitol Records. Первый его альбом на лейбле Capitol вышел в 1962 году и назывался The Lightning Fingers of Roy Clark («Молниеносные пальцы Роя Кларка»), уже тогда демонстрируя его прекрасное владение гитарой. В 1963 году с кавером на песню Билла Андерсона «The Tips of My Fingers» («Кончики моих пальцев») Кларк впервые попадает в чарты; эта песня достигла 10 места в кантри-чарте «Билборда» и 45-го в поп-чарте (Billboard Hot 100).
В 1982 году Рой Кларк стал лауреатом премии «Грэмми» в категории «Лучшая инструментальная запись в стиле кантри» (за трек «Alabama Jubilee»).
Кларк — участник Grand Ole Opry с 1987 года. В 2009 году его имя было занесено в Зал славы кантри. Кроме того, вклад Роя Кларка в индустрию звукозаписи отмечен звездой на голливудской «Аллее славы».

## Дискография
См. статью «Roy Clark discography» в английском разделе Википедии.
Видеография певца включает, в частности, видеокассету «Визит дружбы певца Роя Кларка, СССР» (англ. Roy Clark's Friendship Tour, USSR), изданную в 1989 году компанией Roy Clark Productions.